# 폭염

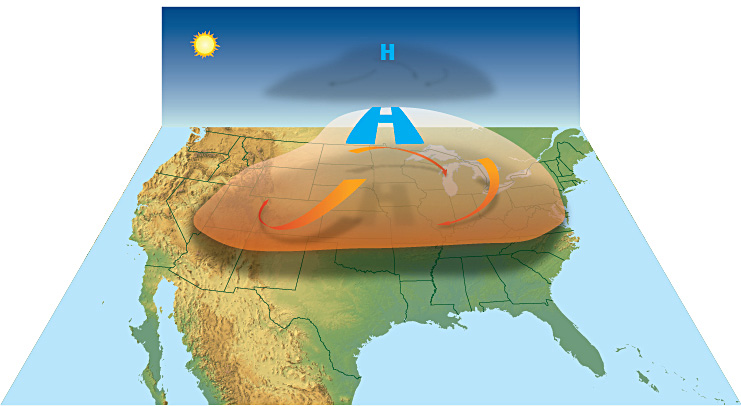
고기압이 상층대기의 열을 지면에 가두어 폭염을 형성하는 모습(이 예시에서는 북아메리카)

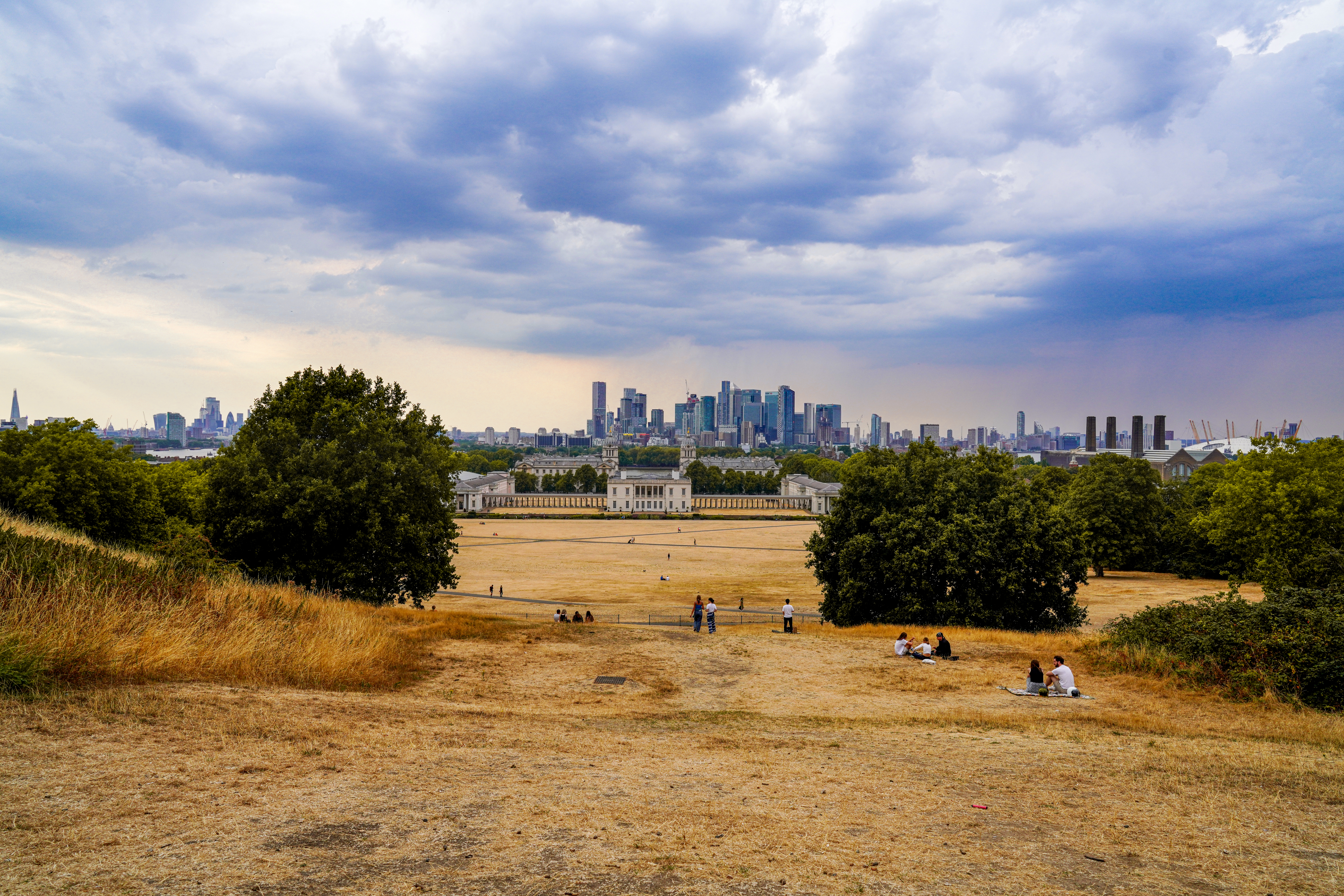
2022년 8월 폭염 당시 잉글랜드 런던 그리니치 공원의 그을린 풀.

폭염(暴炎) 또는 열파(熱波, 영어: heat wave)는 비정상적으로 더운 날씨가 며칠 이상 지속되는 기간을 말한다.:2911 폭염은 일반적으로 해당 지역의 평소 기후 및 계절별 정상 기온과 비교하여 측정된다. 이 광범위한 정의에서 발생하는 주요 어려움은 '정상' 기온 상태를 정량화하고 현상의 공간적 범위를 결정해야 할 때 나타난다. 더운 기후에 사는 사람들이 정상이라고 여기는 기온도 더 서늘한 지역에서는 폭염으로 간주될 수 있다. 이는 따뜻한 기온이 해당 지역의 정상적인 기후 패턴을 벗어날 때 해당된다. 1950년대 이후로 전 세계 거의 모든 지역에서 폭염이 더 자주 발생하고 지상에서 더 강해졌으며, 빈도와 지속 시간의 증가는 기후변화로 인해 발생했다.:8–10
폭염은 상층 대기의 고기압이 강화되어 며칠에서 몇 주 동안 한 지역에 머물 때 발생한다. 이것은 지표면 근처에 열을 가둔다. 폭염은 대개 예측이 가능하여 당국이 미리 경고를 발령할 수 있다.
폭염은 경제에 영향을 미친다. 노동 생산성을 감소시키고, 농업 및 산업 공정을 방해하며, 기반 시설을 손상시킬 수 있다. 심각한 폭염은 치명적인 작물 실패와 열중증으로 인한 수천 명의 사망자를 발생시켰다. 이로 인해 가뭄 지역에서 산불 위험이 증가했다. 에어컨 사용량이 증가하여 광범위한 정전으로 이어질 수 있다. 폭염은 기상이변으로 분류된다. 열과 햇빛이 인간의 체온 조절을 압도하기 때문에 인간 건강에 위험을 초래한다.
2018년, 대한민국 정부는 입장을 바꿔 폭염 또한 '자연재해'라는 결론을 내렸다.

## 정의
폭염에는 여러 가지 정의가 있다:
- IPCC는 폭염을 "비정상적으로 더운 날씨가 2일부터 몇 달까지 지속되는 기간으로, 종종 상대적인 기온 임계값을 기준으로 정의된다"고 정의한다.[9][1]:2911
- 열파 지속 시간 지수(Heat Wave Duration Index)에 기반한 정의에 따르면, 폭염은 5일 이상 연속으로 일 최고 기온이 평균 최고 기온보다 5 °C (9 °F) 초과할 때 발생하며, 정상 기간은 1961-1990년이다.[10] 동일한 정의가 세계기상기구에서도 사용된다.[11]
- 기상학 용어집(Glossary of Meteorology)의 정의는 다음과 같다:[12] "비정상적으로 불편하게 덥고 대개 습한 날씨의 기간."
- 해양 폭염은 일반적으로 특정 지역에서 비정상적으로 따뜻한 해수면 온도가 장기간 지속되는 것으로 묘사된다. 현재 가장 일반적으로 받아들여지는 정의는 홉데이(Hobday) 외 공동 연구진이 제안한 것으로[13] 기온에 대한 백분위수 값을 사용하는 알고리즘을 참조하며, 특정 날짜의 90번째 백분위수로 설정된 임계값을 정의하여 이 임계값을 초과할 때 해양 폭염이 발생하고 있다고 말할 수 있다. 이 정의는 전 세계 어디에서나 획득한 기온 데이터에 사용할 수 있어 다른 관측값 및 위도 간의 비교를 가능하게 한다.

### 국가별 정의

#### 유럽
덴마크는 전국적인 폭염(hedebølge)을 전국 절반 이상에서 평균 최고 기온이 28 °C (82.4 °F)를 초과하는 날이 3일 이상 연속되는 기간으로 정의한다. 덴마크 기상 연구소 또한 "온파(varmebølge)"에 대한 정의를 가지고 있다. 이는 25 °C (77.0 °F) 기온에 대해 동일한 기준을 사용한다. 스웨덴은 폭염을 일 최고 기온이 25 °C (77.0 °F)를 초과하는 날이 5일 연속 이상인 경우로 정의한다.
그리스에서는 그리스 국립 기상청이 39°C(102°F) 이상의 기온이 3일 연속으로 지속될 때 폭염이 발생한다고 정의한다. 같은 기간 동안 최저 기온은 26 °C (79 °F) 이상이다. 이 기간 동안 바람이 없거나 약한 바람만 분다. 이러한 조건은 넓은 지역에서 발생한다.
네덜란드는 폭염을 데빌트의 최고 기온이 25 °C (77 °F)를 초과하는 날이 5일 이상 연속되는 기간으로 정의한다. 이 기간 동안 데빌트의 최고 기온은 최소 3일 동안 30 °C (86 °F)를 초과해야 한다. 벨기에 또한 우켈을 기준점으로 삼아 이 폭염 정의를 사용한다. 룩셈부르크도 마찬가지이다.
영국 기상청은 영국에서 열 건강 감시 시스템을 운영한다. 이 시스템은 각 지방 자치 단체 지역을 4단계 중 하나로 분류한다. 폭염 조건은 낮 최고 기온과 밤 최저 기온이 특정 지역의 임계값을 초과할 때 발생한다. 임계값 이상으로 지속되는 시간은 단계를 결정한다. 1단계는 정상적인 여름 조건을 나타낸다. 2단계는 기온이 이틀 및 중간 밤 동안 임계값을 초과할 위험이 60% 이상일 때 발생한다. 3단계는 기온이 전날 밤부터 임계값을 초과했고 다음 날에도 임계값 이상으로 유지될 가능성이 90% 이상일 때 발생한다. 4단계는 이전 세 단계보다 심각한 조건일 때 발동된다. 처음 세 단계는 사회 및 보건 서비스의 특정 대비 및 대응을 유발한다. 4단계는 더 광범위한 대응을 포함한다. 폭염의 임계값은 전국 대부분 지역에서 25 °C (77 °F)를 초과하는 날이 최소 3일 이상일 때 발생한다. 런던 대도시권의 임계값은 28 °C (82 °F)이다.
아일랜드에서는 폭염을 5일 이상 연속으로 25 °C (77 °F)를 초과하는 기온으로 정의한다.

#### 북아메리카
미국에서는 지역마다 정의가 다르다. 일반적으로 2일 이상 지속되는 매우 더운 날씨 기간을 포함한다. 미국 북동부에서는 폭염이 일반적으로 3일 이상 연속으로 기온이 90 °F (32.2 °C)에 도달하거나 이를 초과할 때 발생한다. 항상 그런 것은 아니다. 이는 최고 기온이 습도 수준과 결합하여 열 지수 임계값을 결정하기 때문이다. 건조한 기후에는 동일하게 적용되지 않는다. 폭풍열(heat storm)은 광범위한 지역(수만 평방 마일)에서 3일 이상 연속으로 기온이 100 °F (37.8 °C)에 도달할 때 발생하는 연장된 폭염을 나타내는 캘리포니아 용어이다. 미국 국립기상청은 비정상적으로 더운 날씨가 예상될 때 열 경보 및 과도한 열 경고를 발령한다.
캐나다에서는 폭염이 일일 최고 및 최저 기온과 대부분 지역에서 불쾌지수가 2일 이상 지역 임계값을 초과할 때 발생한다고 정의된다. 일일 최고 기온이 초과해야 하는 임계값은 뉴펀들랜드의 28 °C (82 °F)에서 브리티시컬럼비아 내륙의 35 °C (95 °F) 사이이며, 누나부트에서는 22 °C (72 °F)에서 26 °C (79 °F) 사이로 훨씬 낮다.

#### 오세아니아
사우스오스트레일리아주 애들레이드에서는 폭염이 35 °C (95 °F) 이상인 날이 5일 연속, 또는 40 °C (104 °F) 이상인 날이 3일 연속될 때 발생한다. 오스트레일리아 기상청은 폭염을 3일 이상 비정상적인 최고 및 최저 기온이 지속되는 것으로 정의한다. 이 새로운 시범 폭염 예측 이전에는 폭염 또는 폭염 강도 측정에 대한 국가적 정의가 없었다.
뉴질랜드에서는 폭염 임계값이 지역 기후학에 따라 달라지며, 그레이마우스에서는 27 °C (81 °F), 기즈번에서는 32 °C (90 °F) 사이로 기온 임계값이 달라진다.

## 해양 폭염
해양 폭염은 최근 몇 년 동안 주요 연구 주제가 되었는데, 이는 이번 세기 들어 많은 해양 지역이 기록상 가장 높은 기온을 경험했으며, 더 자주, 더 강하고, 더 오래 지속되는 온난화 현상을 겪고 있다는 사실을 반영한다. 해양 폭염의 발생은 주로 해양 및 대기 요인의 조합으로 인해 발생하며, 종종 고기압 시스템에 의해 유발되어 구름량을 줄이고 해수면의 태양 흡수를 증가시킨다. 인간이 초래한 기후변화는 해양 생태계에 대한 영향 증가와 함께 해양 폭염 발생에 점점 더 큰 역할을 할 것으로 보인다. 이러한 영향으로는 저서 생물 군집의 대량 폐사, 산호 백화 현상, 어업 수확량의 혼란, 종 분포 변화 등이 있다.

## 관측

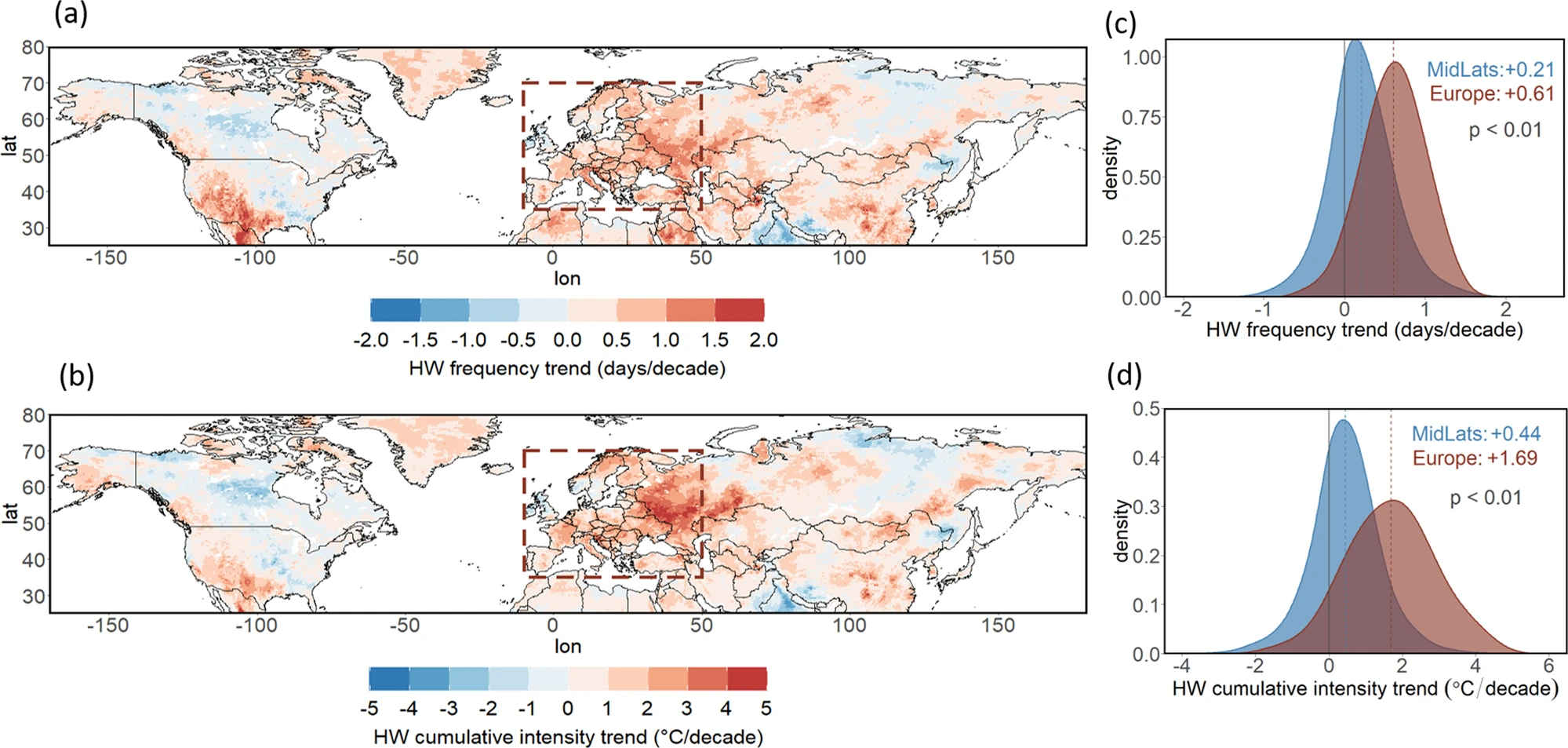
1979-2020년 7-8월 중위도 및 유럽 전역의 폭염 추세(빈도 및 누적 강도) 증가 지도

2015년에 등장한 일반 지표 덕분에 세계 여러 지역의 폭염을 다른 기후와 비교할 수 있게 되었다. 이러한 지표를 사용하여 전문가들은 1901년부터 2010년까지 전 세계 폭염을 추정했다. 그 결과 지난 20년 동안 피해 지역 수가 크게 급증했음을 발견했다.
2021년 한 연구는 13,115개 도시를 조사했다. 이 연구는 30섭씨 이상의 습구흑구온도에 대한 극심한 열 노출이 1983년에서 2016년 사이에 3배 증가했으며, 이 기간 동안 인구 증가(도시 열섬 효과 증가)의 영향을 제외하면 노출이 50% 더 증가했음을 발견했다. 연구자들은 과거 도시 극심한 열 현상에 대한 포괄적인 목록을 작성했다.

## 원인
폭염은 고도 3,000–7,600 미터 (9,800–24,900 피트)에 있는 고기압이 강화되어 며칠에서 몇 주 동안 한 지역에 머물 때 발생한다. 이는 남반구와 북반구 모두에서 여름에 흔히 발생한다. 이는 제트류가 '태양을 따라가기' 때문이다. 고기압은 대기 상층부의 제트류 적도 쪽에 위치한다.
날씨 패턴은 일반적으로 겨울보다 여름에 더 느리게 변한다. 따라서 이 상층 고기압도 느리게 움직인다. 고기압 하에서는 공기가 지표면으로 하강한다. 단열적으로 가열되고 건조해진다. 이는 대기 대류를 억제하고 구름 형성을 방해한다. 구름 감소는 지표면에 도달하는 단파 복사를 증가시킨다. 지표면의 저기압은 저위도에서 따뜻한 공기를 가져오는 지표풍을 유도하여 온난화를 강화한다. 지표풍은 또한 더운 대륙 내부에서 해안 지역으로 불어 폭염을 유발할 수 있다. 또한 고지대에서 저지대로 불어 공기의 침강 또는 하강을 강화하고 따라서 단열 가열을 강화할 수 있다.
미국 동부 지역에서는 멕시코만에서 발생한 고기압 시스템이 대서양 연안 바로 옆에 정체할 때 폭염이 발생할 수 있다. 멕시코만과 카리브해 상공에는 덥고 습한 기단이 형성된다. 동시에 미국 남서부 사막과 멕시코 북부에는 덥고 건조한 기단이 형성된다. 고기압 후면의 남서풍은 덥고 습한 멕시코만 공기를 북동쪽으로 계속 퍼 올린다. 이는 미국 동부와 캐나다 남동부 대부분 지역에 덥고 습한 날씨를 초래한다.
남아프리카공화국의 웨스턴케이프주에서는 해양의 저기압과 내륙의 고기압이 결합하여 베르그윈드를 형성할 때 폭염이 발생할 수 있다. 공기는 카루 내륙에서 하강하면서 가열된다. 기온은 내륙에서 해안으로 약 10섭씨 상승한다. 습도는 일반적으로 매우 낮다. 여름에는 기온이 40섭씨를 초과할 수 있다. 남아프리카공화국에서 기록된 최고 기온(51.5섭씨)은 동부 케이프 해안을 따라 베르그윈드가 불던 어느 여름에 발생했다.
토양 수분 수준은 유럽의 폭염을 강화시킬 수 있다. 낮은 토양 수분은 여러 복잡한 피드백 메커니즘으로 이어진다. 이는 결국 지표면 온도 상승을 초래할 수 있다. 주요 메커니즘 중 하나는 대기의 증발 냉각 감소이다. 물이 증발할 때 에너지를 소비한다. 따라서 주변 온도를 낮춘다. 토양이 매우 건조하면 태양으로부터 들어오는 복사열이 공기를 데울 것이다. 그러나 토양에서 수분이 증발하는 냉각 효과는 거의 또는 전혀 없을 것이다.

## 인류 건강에 미치는 영향

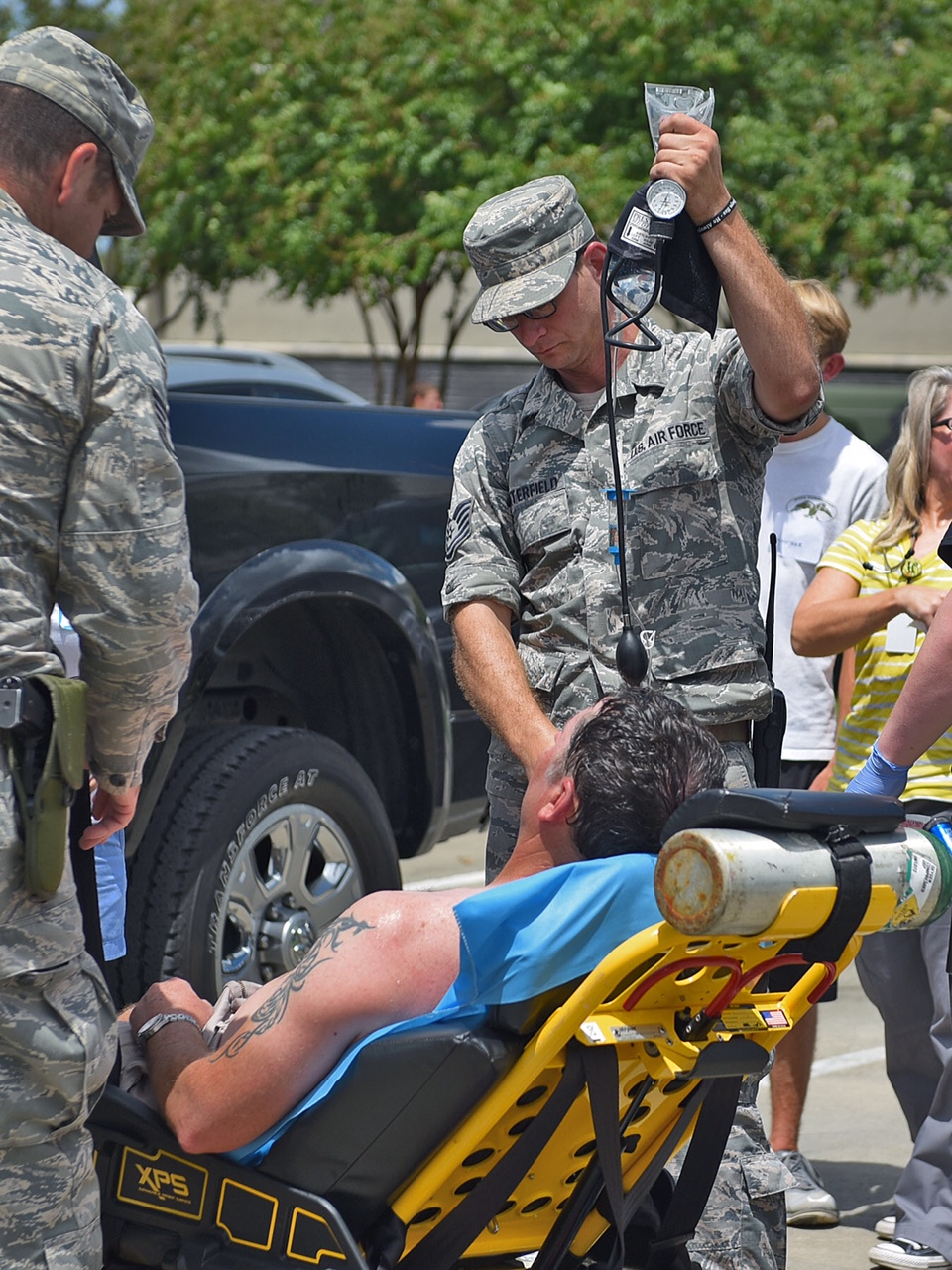
2016년 루이지애나 홍수 당시 배턴루지에서 열사병 치료를 받는 모습

### 취약한 인간에 대한 열 관련 건강 영향
온열질환(溫熱疾患, heat illness) 또는 고열손상(高熱損傷)은 몸의 체온이 급격히 올라가면서 받는 신체의 손상이다. 환경 조건이나 힘든 운동으로 인해 발생할 수 있다. 온열질환은 열경련, 열실신, 일사병과 같은 경미한 증상뿐만 아니라 열사병과 같은 심각한 증상도 포함한다. 온열질환은 신체의 모든 해부학적 시스템에 영향을 미칠 수 있다.
온열질환 위험을 높일 수 있는 약물 회피, 더위에 대한 점진적 적응, 충분한 수분 및 전해질 섭취 등으로 예방할 수 있다.
온열질환에 취약한 인구에는 저소득층, 소수 집단, 여성, 어린이, 노인, 만성 질환 및 장애가 있는 사람들이 포함된다.
기후변화는 폭염의 빈도 및 강도의 증가로 이어진다. 극심한 열에 대한 노출은 급성 신장 손상, 열사병, 임신 관련 합병증, 악화된 수면 패턴, 기저 심혈관 및 호흡기 질환의 악화와 관련이 있다. 또한 폭염은 만성 신장 질환(CKD)의 유행을 초래한다. 장기간의 열 노출, 신체적 활동 및 탈수는 CKD의 발병 요소이다.

### 사망률

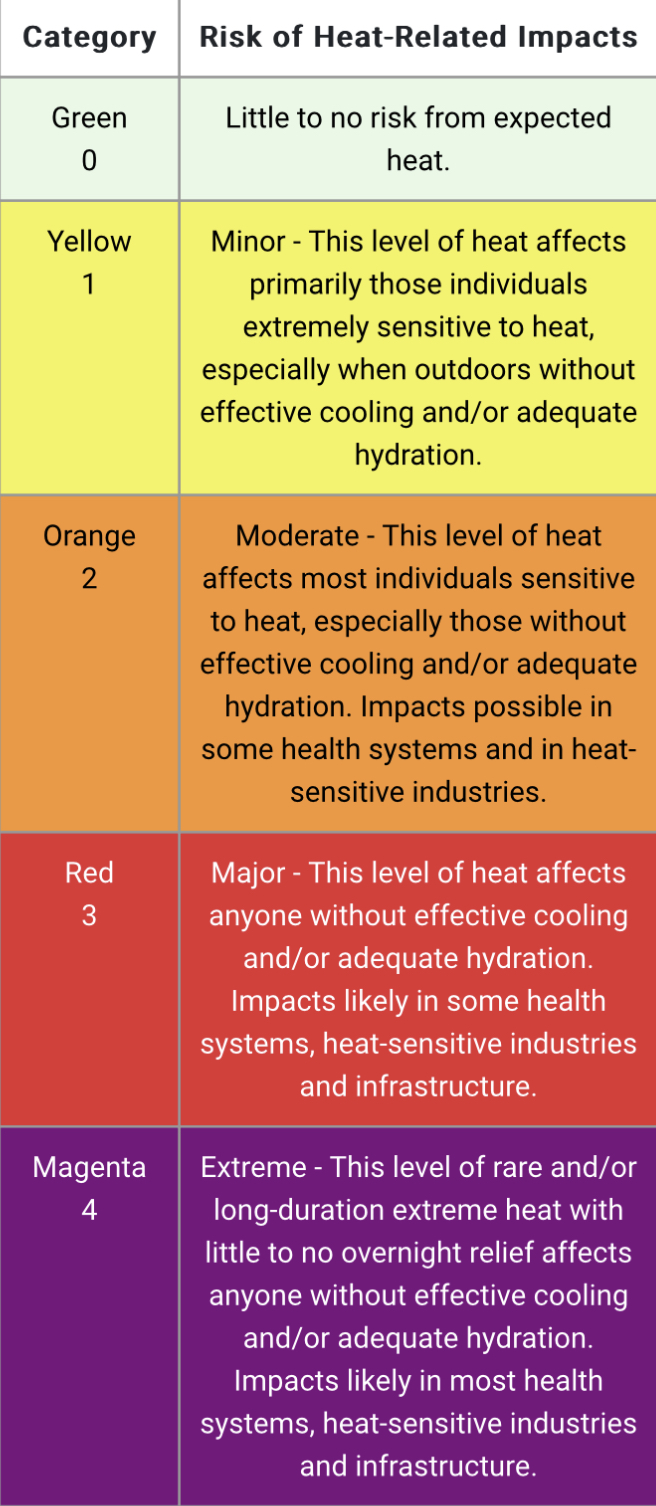
미국 국립기상청의 HeatRisk 위험 범주

극심한 더위에 노출되면 심혈관, 뇌혈관, 호흡기 사망률은 물론 모든 원인에 의한 사망률의 위험이 높아진다. 65세 이상 인구의 열 관련 사망은 2019년에 추정 345,000명으로 사상 최고치를 기록했다. 2003년 유럽 폭염의 결과로 7만 명 이상이 사망했다.
건물이 내부 온도를 조절하도록 더 잘 설계되거나 입주자가 문제에 대해 더 잘 교육받는다면 폭염으로 인한 사망을 줄일 수 있다.

#### 사망자 수 과소 보고
열로 인한 사망자 수는 보고 부족과 오보고로 인해 과소 보고되었을 가능성이 높다. 열 관련 질병까지 고려하면 실제 극심한 더위로 인한 사망자 수는 공식 수치보다 6배 더 높을 수 있다. 이는 캘리포니아와 일본 연구에 기반한 것이다.
폭염 중 사망자의 일부는 단기적인 사망률 대체로 인한 것일 수 있다. 일부 폭염에서는 폭염 후 몇 주 동안 전체 사망률이 감소한다. 이러한 사망률의 보상적 감소는 열이 어차피 사망했을 사람들에게 영향을 미치고 그들의 죽음을 앞당긴다는 것을 시사한다.
사회 제도와 구조는 위험의 영향에 영향을 미친다. 이 요인 또한 폭염이 건강 위험으로 과소 보고되는 이유를 설명하는 데 도움이 될 수 있다. 치명적인 2003년 프랑스 폭염은 폭염의 위험이 자연적 요인과 사회적 요인의 결합으로 인해 발생한다는 것을 보여주었다. 사회적 비가시성은 그러한 요인 중 하나이다. 열 관련 사망은 실내에서 발생할 수 있으며, 예를 들어 홀로 사는 노인들 사이에서 발생할 수 있다. 이러한 경우 열이 기여 요인으로 작용했는지 파악하기 어려울 수 있다.

### 기온과 상대 습도에 대한 열지수
|               |               | 온도          |                |                |                |                |                |                |                |                |                |                |                |                |                |                |
| 80 °F (27 °C) | 82 °F (28 °C) | 84 °F (29 °C) | 86 °F (30 °C)  | 88 °F (31 °C)  | 90 °F (32 °C)  | 92 °F (33 °C)  | 94 °F (34 °C)  | 96 °F (36 °C)  | 98 °F (37 °C)  | 100 °F (38 °C) | 102 °F (39 °C) | 104 °F (40 °C) | 106 °F (41 °C) | 108 °F (42 °C) | 110 °F (43 °C) |                |
| 상대 습도     |               |               |                |                |                |                |                |                |                |                |                |                |                |                |                |                |
| 40%           | 80 °F (27 °C) | 81 °F (27 °C) | 83 °F (28 °C)  | 85 °F (29 °C)  | 88 °F (31 °C)  | 91 °F (33 °C)  | 94 °F (34 °C)  | 97 °F (36 °C)  | 101 °F (38 °C) | 105 °F (41 °C) | 109 °F (43 °C) | 114 °F (46 °C) | 119 °F (48 °C) | 124 °F (51 °C) | 130 °F (54 °C) | 136 °F (58 °C) |
| 45%           | 80 °F (27 °C) | 82 °F (28 °C) | 84 °F (29 °C)  | 87 °F (31 °C)  | 89 °F (32 °C)  | 93 °F (34 °C)  | 96 °F (36 °C)  | 100 °F (38 °C) | 104 °F (40 °C) | 109 °F (43 °C) | 114 °F (46 °C) | 119 °F (48 °C) | 124 °F (51 °C) | 130 °F (54 °C) | 137 °F (58 °C) |                |
| 50%           | 81 °F (27 °C) | 83 °F (28 °C) | 85 °F (29 °C)  | 88 °F (31 °C)  | 91 °F (33 °C)  | 95 °F (35 °C)  | 99 °F (37 °C)  | 103 °F (39 °C) | 108 °F (42 °C) | 113 °F (45 °C) | 118 °F (48 °C) | 124 °F (51 °C) | 131 °F (55 °C) | 137 °F (58 °C) |                |                |
| 55%           | 81 °F (27 °C) | 84 °F (29 °C) | 86 °F (30 °C)  | 89 °F (32 °C)  | 93 °F (34 °C)  | 97 °F (36 °C)  | 101 °F (38 °C) | 106 °F (41 °C) | 112 °F (44 °C) | 117 °F (47 °C) | 124 °F (51 °C) | 130 °F (54 °C) | 137 °F (58 °C) |                |                |                |
| 60%           | 82 °F (28 °C) | 84 °F (29 °C) | 88 °F (31 °C)  | 91 °F (33 °C)  | 95 °F (35 °C)  | 100 °F (38 °C) | 105 °F (41 °C) | 110 °F (43 °C) | 116 °F (47 °C) | 123 °F (51 °C) | 129 °F (54 °C) | 137 °F (58 °C) |                |                |                |                |
| 65%           | 82 °F (28 °C) | 85 °F (29 °C) | 89 °F (32 °C)  | 93 °F (34 °C)  | 98 °F (37 °C)  | 103 °F (39 °C) | 108 °F (42 °C) | 114 °F (46 °C) | 121 °F (49 °C) | 128 °F (53 °C) | 136 °F (58 °C) |                |                |                |                |                |
| 70%           | 83 °F (28 °C) | 86 °F (30 °C) | 90 °F (32 °C)  | 95 °F (35 °C)  | 100 °F (38 °C) | 105 °F (41 °C) | 112 °F (44 °C) | 119 °F (48 °C) | 126 °F (52 °C) | 134 °F (57 °C) |                |                |                |                |                |                |
| 75%           | 84 °F (29 °C) | 88 °F (31 °C) | 92 °F (33 °C)  | 97 °F (36 °C)  | 103 °F (39 °C) | 109 °F (43 °C) | 116 °F (47 °C) | 124 °F (51 °C) | 132 °F (56 °C) |                |                |                |                |                |                |                |
| 80%           | 84 °F (29 °C) | 89 °F (32 °C) | 94 °F (34 °C)  | 100 °F (38 °C) | 106 °F (41 °C) | 113 °F (45 °C) | 121 °F (49 °C) | 129 °F (54 °C) |                |                |                |                |                |                |                |                |
| 85%           | 85 °F (29 °C) | 90 °F (32 °C) | 96 °F (36 °C)  | 102 °F (39 °C) | 110 °F (43 °C) | 117 °F (47 °C) | 126 °F (52 °C) | 135 °F (57 °C) |                |                |                |                |                |                |                |                |
| 90%           | 86 °F (30 °C) | 91 °F (33 °C) | 98 °F (37 °C)  | 105 °F (41 °C) | 113 °F (45 °C) | 122 °F (50 °C) | 131 °F (55 °C) |                |                |                |                |                |                |                |                |                |
| 95%           | 86 °F (30 °C) | 93 °F (34 °C) | 100 °F (38 °C) | 108 °F (42 °C) | 117 °F (47 °C) | 127 °F (53 °C) |                |                |                |                |                |                |                |                |                |                |
| 100%          | 87 °F (31 °C) | 95 °F (35 °C) | 103 °F (39 °C) | 112 °F (44 °C) | 121 °F (49 °C) | 132 °F (56 °C) |                |                |                |                |                |                |                |                |                |                |

위 표의 열지수는 상대 습도가 실제 기온과 함께 고려될 때 얼마나 덥게 느껴지는지를 나타내는 척도이다.

### 심리적 및 사회학적 영향
과도한 열은 신체적 스트레스뿐만 아니라 심리적 스트레스도 유발한다. 이는 수행 능력에 영향을 미칠 수 있다. 또한 폭력 범죄 증가로 이어질 수도 있다. 높은 기온은 개인 간의 갈등과 사회적 수준의 갈등 증가와 관련이 있다. 모든 사회에서 기온이 올라가면 범죄율이 올라간다. 특히 폭행, 살인, 강간과 같은 폭력 범죄의 경우 더욱 그렇다. 정치적으로 불안정한 국가에서는 높은 기온이 내전으로 이어지는 요인들을 악화시킬 수 있다.
고온은 소득에도 상당한 영향을 미친다. 미국의 여러 주를 연구한 결과, 하루의 경제 생산성이 15 °C (59 °F)를 넘는 섭씨 1도마다 약 1.7% 감소하는 것으로 나타났다.

### 지표 오존 (대기 오염)
높은 기온은 도시 지역의 오존 오염의 영향을 악화시킨다. 이는 폭염 중 열 관련 사망률을 높인다. 도시 지역의 폭염 중에는 지표 오존 오염이 평소보다 20% 더 높을 수 있다.
한 연구는 1860년부터 2000년까지 미세 입자 농도와 오존 농도를 조사했다. 이 연구는 기후변화로 인해 전 세계 인구 가중 미세 입자 농도가 5% 증가한 것을 발견했다. 지표면 근처 오존 농도는 2% 상승했다.
2003년 유럽 폭염 중 오존과 열의 결합된 사망 효과를 평가하기 위한 조사는 이들이 상가적으로 나타나는 것으로 결론 내렸다.

## 사회에 미치는 영향

### 경제 생산량 감소

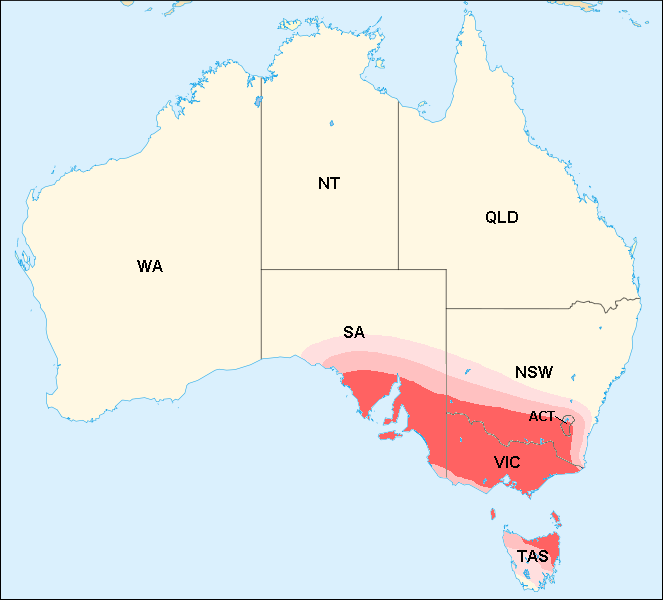
2009년 오스트레일리아 남동부 폭염, 열지도에 표시된 대략적인 피해 지역은 붉은색으로 표시됨

2022년 계산에 따르면 폭염은 21세기 중반까지 세계 경제를 약 1% 감소시킬 것으로 예상된다.
폭염은 종종 경제에 복합적인 영향을 미친다. 노동 생산성을 감소시키고, 농업 및 산업 공정을 방해하며, 극심한 더위에 적합하지 않은 기반 시설을 손상시킨다. 2016년 칠레의 해양 폭염과 그에 따른 유해조류로 인해 연어와 조개류가 폐사하면서 양식 산업에서 8억 달러(USD)의 수출 손실이 발생했다.

### 농업 생산량 감소
폭염은 농업 생산에 큰 위협이 된다. 2019년 말라위 물란제 지역의 폭염은 40 °C (104 °F)에 달하는 기온을 기록했다. 이와 늦은 우기는 찻잎을 태우고 수확량을 감소시켰다.

### 기반 시설 손상
폭염은 도로와 고속도로가 휘고 녹아내리게 하며, 수도관이 터지고, 전력 변압기가 폭발하여 화재를 일으킨다. 폭염은 또한 레일이 휘고 꼬이게 하여 철도를 손상시킬 수 있다. 이는 통행 속도를 늦추거나 지연시킬 수 있으며, 레일이 너무 위험하여 열차가 통과할 수 없을 때는 운행 취소로 이어질 수도 있다.

### 정전
폭염은 에어컨 사용량 증가로 인해 전력 수요가 급증하는 경우가 많다. 이는 정전을 유발하여 문제를 악화시킬 수 있다. 2006년 북아메리카 폭염 동안 특히 캘리포니아에서 수천 가구와 기업에 전력이 공급되지 않았다. 로스앤젤레스에서는 변압기가 고장나 수천 가구가 최대 5일 동안 정전되었다.
2009년 초 오스트레일리아 남동부 폭염은 멜버른 시에 대규모 정전을 일으켰다. 폭염으로 변압기가 터지고 전력망이 과부하되어 50만 명 이상이 정전되었다.

## 환경에 미치는 영향

### 산불
가뭄 시기에 발생하는 폭염은 산불과 산불에 기여할 수 있다. 이는 가뭄이 식물을 건조시켜 화재 발생 가능성을 높이기 때문이다. 2003년 유럽 폭염으로 유럽을 강타한 재앙적인 폭염 동안 포르투갈 전역에서 화재가 맹렬히 타올랐다. 이로 인해 3,010 제곱킬로미터 (1,160 mi2) 이상의 숲과 440 제곱킬로미터 (170 mi2)의 농지가 파괴되었으며, 약 10억 유로의 피해를 입혔다. 상위 농지는 농작물을 보조하는 관개 시스템을 갖추고 있다.

### 홍수
폭염은 또한 홍수에 기여할 수 있다. 뜨거운 공기는 더 많은 수분을 함유할 수 있기 때문에, 폭염 후에는 특히 중위도 지역에서 극심한 강우가 뒤따를 수 있다. 예를 들어, 2022년 5월부터 파키스탄을 강타한 기록적인 폭염은 빙하 용해와 수분 흐름으로 이어졌다. 이들은 6월에 시작되어 1,100명 이상의 사망자를 낸 2022년 파키스탄 홍수의 요인이었다.

### 육상 야생 동물
연구자들은 2099년까지 미래 온실가스 배출량에 따라 전체 육상 척추동물 종의 약 10~40%가 폭염의 영향을 받을 것으로 예측했다. 폭염은 이미 서식지 손실과 기후변화에 대처하고 있는 종들에게 추가적인 스트레스와 진화적 압력을 가한다.
종들은 쉘포드의 내성 법칙에 따라 최적의 성능을 발휘하는 온도의 허용 범위를 가지고 있다. 이 범위를 벗어나는 온도 조건은 적응력 감소 및 번식 불능을 경험할 수 있다. 충분한 유전적 변이를 가진 종들은 미래에 잦은 고온을 견딜 수 있는 일부 개체가 생존할 수 있을 것이다.

### 해양
해양 폭염은 어류 개체군, 특히 더 시원한 온도에 더 잘 적응된 종들에게 대량 폐사를 유발할 수 있다. 더 따뜻한 온도에 적응된 종들은 폭염 동안 서식지를 확장할 수 있다. 이러한 외래종은 폭염 동안 더 높은 사망률을 겪는 토착종과의 경쟁에서 우위를 점하여 생태계 기능을 교란할 수 있다. 해양 폭염은 또한 산호와 다시마와 같은 기초종에 부정적인 영향을 미치는 것과도 관련이 있다.

## 인류에 대한 영향 감소 방안
폭염 시 가능한 공중 보건 조치 중 하나는 냉방이 되는 공공 쿨링 센터를 설치하는 것이다. 학교에 에어컨을 추가하면 더 시원한 작업 공간을 제공한다. 그러나 태양 에너지가 사용되지 않으면 추가적인 온실 기체 배출로 이어질 수 있다.
정책 입안자, 기금 지원자 및 연구자들은 애틀랜틱 카운슬 산하에 익스트림 히트 회복력 동맹(Extreme Heat Resilience Alliance) 연합을 설립했다. 이 연합은 폭염의 영향을 더 잘 인식시키기 위해 폭염을 명명하고, 측정하고, 순위를 매길 것을 주장한다.

## 국가 또는 지역별 최근 사례

### 2024년 전 세계
- 2024년 3월부터 심각한 폭염이 멕시코, 미국 남부, 중앙아메리카에 영향을 미쳐 수십 개의 기온 기록이 깨지고,[81] 여러 위협종 동물의 대량 사망, 물 부족으로 인한 배급제 실시,[82] 산불 증가, 멕시코에서 48명 이상 사망, 950명 이상이 열 관련 질병에 시달리고 있다.[83]
- 2024년 4월부터 동남아시아는 심각한 폭염에 직면했으며, 최고 38.8 °C (101.8 °F)에 이르는 전례 없는 높은 기온으로 인해 학교가 휴교되고 지역 전역에 긴급 건강 경보가 발령되었다.[84][85][86]
- 2024년 인도 폭염 - 2024년 5월부터 인도와 파키스탄에서 가장 긴 폭염이 발생했으며, 인도 수도 뉴델리는 49 °C (120 °F)의 새로운 기록 기온을 기록했고 (5월 29일 뉴델리에서 처음에 53 °C (127 °F)의 더 높은 기록이 보고되었으나 나중에 센서 오작동으로 인한 것으로 밝혀졌다), 파키스탄 기온은 최고 52.2 °C (126.0 °F)에 달했다.[87][88][89]
- 2024년 유럽 폭염 - 2024년 6월 중순부터 그리스는 폭염을 겪고 있으며, 올해 유럽의 첫 폭염이다. 그리스의 기온은 43 °C (109 °F)에 달할 것으로 예보되었다.[90] 튀르키예도 44 °C (111 °F)에 달하는 기온으로 영향을 받았다.
- 6월 중순, 메카의 고온은 폭염으로 특징 지어졌으며, 하즈 순례를 위해 도시에 있던 순례자들의 사망으로 이어졌는데, 인도네시아, 요르단, 튀니지, 인도 등 여러 국가 출신이었다.[91][92][93] 1300명에 달하는 사람들이 사망했을 수 있다고 보고되었다.[94] 사우디 당국은 사망자 대부분이 공식적으로 하즈 순례가 허가되지 않은 사람들이었다고 밝혔다.[95] 2024년 6월 19일에는 기온이 최고 113 °F (45 °C)에 달할 것으로 예측되었다.[93] 폭염은 쿠웨이트에도 영향을 미쳐 수요 증가로 인해 쿠웨이트 전기수자원부 관계자들이 국가 일부 지역에 대한 전력 공급을 일시적으로 중단해야 했다.[96]
- 2024년 파키스탄 폭염 - 2024년 6월, 파키스탄은 폭염을 겪었다.[97] 카라치의 에디 재단은 6월 20일부터 25일 사이에 평년보다 더 많은 시신을 영안실로 이송했다고 밝혔다.[98]
- 2024년 하계 올림픽 기간 동안 개최 도시 파리와 남프랑스 및 잉글랜드 일부 지역은 폭염을 겪었다.[99][100]
- 2024년 일본 폭염 - 2024년 7월 일본에서 최소 59명의 열 관련 사망자가 기록되었으며, 일본 전역의 62개 기온 관측소에서 기온 기록이 깨졌다. 일본 기상청 (JMA)에 따르면, 폭염 기간 동안 기록된 평균 기온은 1898년 기록 시작 이래 일본의 4월과 7월 중 가장 더웠다.[101][102]

### 중국
한 연구에 따르면 2023년 중국 거주자들은 평균 16일의 폭염에 노출되었으며, 폭염 관련 사망자는 37,000명 이상이었다. 또한, 2023년 중국에서 열 스트레스로 인한 노동 시간 손실은 369억 시간이었으며, 중국 시민들은 안전한 야외 활동 시간이 60% 급증하여 각 개인이 평균 2.2시간을 매일 잃었다. 이 연구는 2060년대까지 중국에서 연간 폭염 관련 사망자가 29,000명에서 38,000명에 달할 것으로 예측했으며, 노동 시간 손실은 28%에서 37% 증가할 것으로 예상했다.

### 미국
2019년 7월, 미국에서는 5천만 명 이상의 사람들이 폭염 경보가 발령된 지역에 거주하고 있었다. 과학자들은 이러한 경고 이후 며칠 동안 최저 기온 기록이 많이 깨질 것으로 예측했다. 이는 24시간 동안의 최저 기온이 이전에 측정된 어떤 최저 기온보다 높아질 것임을 의미한다.
2022년 연구에 따르면, 2053년에는 미국에서 1억 7백만 명의 사람들이 극도로 위험한 더위를 경험할 것이라고 한다.
폭염은 미국에서 가장 치명적인 기상 현상이다. 1992년에서 2001년 사이에 미국에서 과도한 열로 인한 사망자 수는 2,190명이었으며, 이는 홍수로 인한 880명과 열대 저기압으로 인한 150명과 비교된다. 미국에서는 평균적으로 연간 약 400명의 사망자가 열에 직접적으로 기인한다. 미국 역사상 최악의 폭염 중 하나인 1995년 시카고 폭염은 5일 동안 약 739명의 열 관련 사망자를 발생시켰다. 미국에서는 여름철 더위로 인한 인명 손실이 번개, 비, 홍수, 허리케인, 토네이도를 포함한 다른 모든 기상 현상으로 인한 것보다 많다.
2008년 자료에 따르면, 매 여름 약 6,200명의 미국인이 과도한 더위로 병원 치료를 필요로 하며, 가장 위험에 처한 사람들은 가난하고, 보험이 없거나, 노인이다.
미국의 극심한 기온과 사망률 간의 관계는 지역마다 다르다. 열은 남부 지역보다 북부 도시에서 사망 위험을 높일 가능성이 더 높다. 전반적으로 미국인들은 매 10년마다 북쪽의 더운 기온에 적응하고 있는 것으로 보인다. 이는 더 나은 기반 시설, 더 현대적인 건물 설계 및 더 나은 대중 인식 때문일 수 있다.

## 대처법
대한민국 정부에서는 <국민행동요령>을 통해 다음과 같이 행동할 것을 권고하고 있다. 아래는 일반 가정의 대처법이다.
- 야외활동을 최대한 자제하고, 외출이 꼭 필요한 경우에는 챙이 넓은 모자와 가볍고 헐렁한 옷차림을 하며 물병을 반드시 휴대한다.
- 물을 충분히 마시되 수분 중독을 예방하기 위해 조금씩 여러 번 나누어 마시고, 카페인이 들어간 음료나 주류는 마시지 않는다.
- 냉방이 되지 않는 실내는 햇볕을 가리고 맞바람이 불도록 환기를 한다.
- 창문이 닫힌 자동차 안에는 노약자나 어린이를 홀로 남겨두지 않는다.
- 거동이 불편한 노인, 신체허약자, 환자 등을 남겨두고 장시간 외출할 경우에는 친인척, 이웃 등에 보호를 부탁한다.
- 현기증, 메스꺼움, 두통, 근육경련 등의 증세가 보이는 경우에는 시원한 곳으로 이동하여 휴식을 취하고 시원한 음료를 천천히 마신다.

## 같이 보기
- 폭염 목록
- 열대야
- 일사병
- 열사병